# The Tingler
The Tingler este un film de groază din 1959 regizat de William Caste. Rolurile principale sunt interpretate de actorii Vincent Price, Judith Evelyn, Darrly Hickman, Patricia Cutts și Philip Coolidge.  

## Distribuție
- Vincent Price - Dr. Warren Chapin
- Judith Evelyn - Mrs. Martha Ryerson Higgins
- Darryl Hickman - Dave Morris
- Patricia Cutts - Isabel Stevens Chapin
- Pamela Lincoln - Lucy Stevens
- Philip Coolidge - Oliver "Ollie" Higgins

## Legături externe
- Profilul filmului la Cinemagia.ro
- The Tingler la Internet Movie Database

## Vezi și
- Listă de filme de groază din anii 1950
- Filme cu dezastre